# Nowa Wieś Reszelska
Nowa Wieś Reszelska est un village polonais de la voïvodie de Varmie-Mazurie, dans le powiat de Bartoszyce.